# Allonautilus scrobiculatus
Allonautilus scrobiculatus es una especie de molusco cefalópodo del orden Nautilida nativa de las aguas de Nueva Guinea, concretamente de Nueva Bretaña y la provincia de Bahía Milne y las islas Salomón. A. scrobiculatus se reconoce rápidamente por su ombligo grande y abierto, que ocupa el 20% del diámetro de la concha. Inicialmente esta especie, junto con A. perforatus, fueron incluidas en el género Nautilus, pero debido a sus diferencias morfológicas actualmente tienen su propio género. Las branquias y las estructuras reproductivas son muy diferentes de las de los miembros del género  Nautilus .

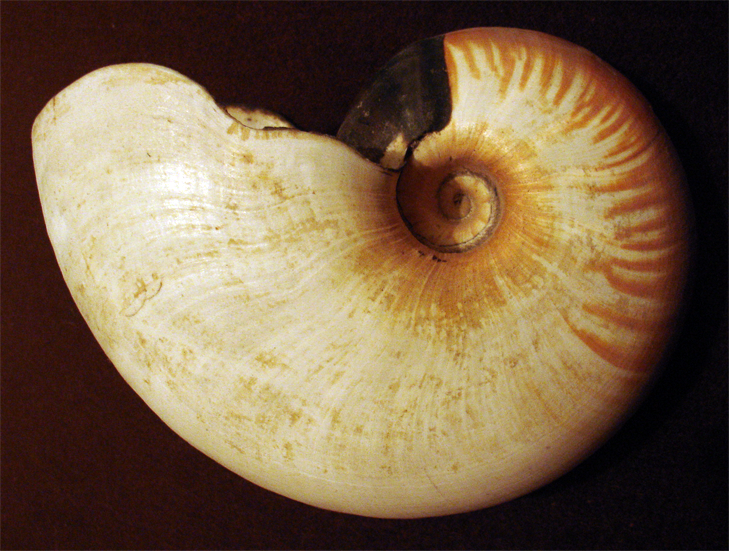
Concha.

La concha de A. scrobiculatus mide alrededor de 18 cm, aunque el espécimen mayor conocido medía 21,5 cm. 